# Fernando Garcíarramos

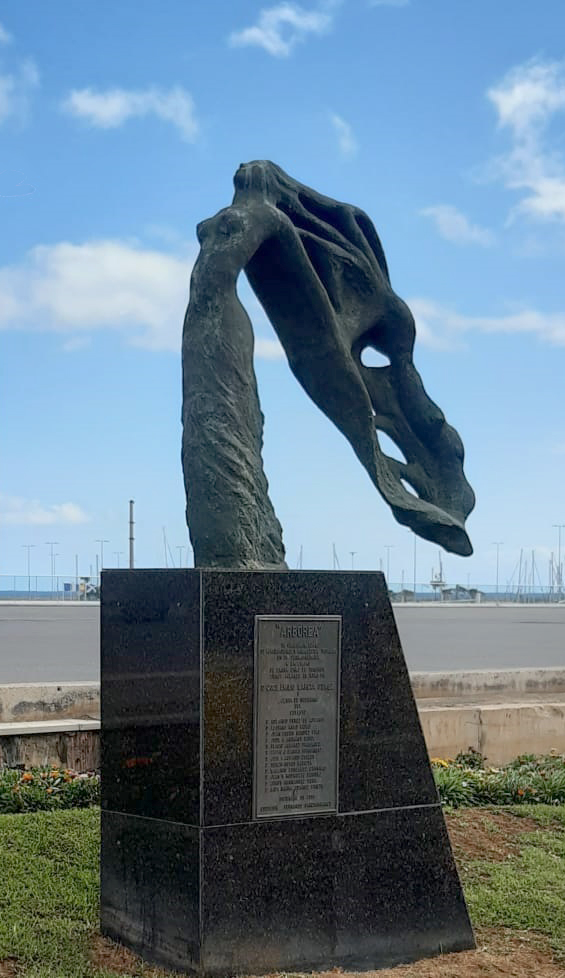
Escultura de bronce situada en la avda. Francisco La Roche. Sta. Cruz de Tenerife

Fernando García-Ramos y Fernández del Castillo (Santa Cruz de Tenerife, 28 de noviembre de 1931-Santa Cruz de Tenerife, 9 de enero de 2024), conocido artísticamente como Fernando Garcíarramos, fue un poeta y escultor español.

## Biografía
Fernando García-Ramos y Fernández del Castillo nació en Santa Cruz de Tenerife el 30 de noviembre de 1931. Vivió desde su infancia en  La Laguna, ciudad en la que ha desarrollado casi toda su vida académica. Casado con la pintora Arminda del Castillo, enviudó en 2021. Hermano del periodista Alfonso García-Ramos, también, como él, estudió en el Colegio de los Hermanos de las Escuelas Cristianas (La Salle) y el bachillerato en la academia "Tomás de Iriarte" y en el Instituto "Cabrera Pinto". Doctor en Bellas Artes por la Universidad de La Laguna, ha sido catedrático de Dibujo arquitectónico  y director de la Escuela Universitaria de Arquitectura Técnica de la misma universidad. Asimismo fue director del Departamento del Expresión Gráfica en Arquitectura e Ingeniería de la Universidad de La Laguna.
Sus primeros poemas los publicó en 1953 en la revista universitaria Nosotros, en cuya colección de poesía, editó ese mismo año, su primer libro, Tristeza del hombre. Desde 1954 colaboró en el suplemento Gaceta semanal de las artes, del diario La Tarde de Santa Cruz de Tenerife. En el año 1959 la revista San Borondón le dedicó uno de sus números. En 1969 y coincidiendo con la edición de su tercer poemario, Lázaro Santana lo incuyó es su antología de Poesía Canaria. Ese mismo año, participa en la revista malagueña de poesía, una edición integrada por autores isleños. En abril de 1976 participó en el Congreso de Poesía Canaria celebrado en el Ateneo de La Laguna y en la Universidad también de La Laguna. A partir de ese año, se suceden las publicaciones de sus libros, obras por las que fue incluido en diversas antologías poéticas como las publicadas por Sebastián de la Nuez y Miguel Martinón. En el 2007 se le incluyó también en La enciclopedia de literatura canaria. 
Su poesía, junto con la de Pedro García Cabrera y la de Fernando H. Guzmán fue interpretada en el espectáculo La razón de un canto teatralizado por Pascual Arroyo, así como llevada al cine en: Dolor en la isla y Barrunto de guanche.De igual modo, sus poemas fueron interpretados por numerosos grupos folclóricos y solistas canarios, tales como, Verode, Los Chincanayros, Los Sabandeños, Añoranza, Atlantes, Mari Carmen Mulet, Tigaray, Blanca Quevedo.
Ha escrito más de 21 poemarios y una antología poética que han tenido como marco el patrimonio intangible de Canarias.
Artista y trabajador infatigable, la mayor parte de su obra plástica se encuentra dispersa en espacios públicos de Canarias. Además tiene obra en la colección permanente del Museo Municipal de Bellas Artes de Santa Cruz de Tenerife y esculturas de gran formato en las Universidades de La Laguna y de Las Palmas de Gran Canaria. También se encuentran obras suyas en el Florida Museum of Hispanic and Latin American Art de Miami, en la Casa-Museo José Martí de La Habana, en la Accademia Araldíca Universale "La Crisalide" de Catania, Sicilia. Sus esculturas también se encuentran en colecciones particulares en Madrid, Barcelona, Sevilla, París, Berlín, Japón, Macedonia y Lima.
En 2004 terminó el libreto de ópera La dama del mar, cuya música es del profesor Arístides Pérez Fariña.

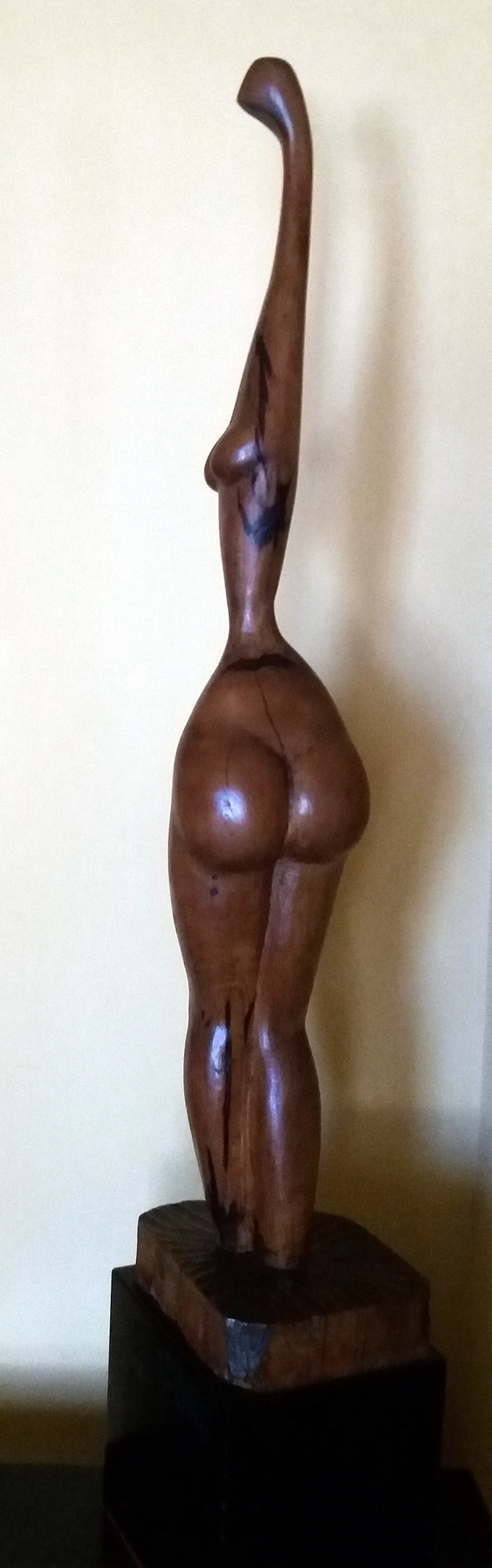
Escultura tallada en madera

En 2017 participa junto con otros autores, en Últimas elegías a Miguel Hernández, una edición y compilación de poesía desde Canarias de Javier Cabrera, homenaje al 75 aniversario de la muerte del poeta de Orihuela. 
Falleció el 9 de enero de 2024, en Santa Cruz de Tenerife.

## Obra plástica

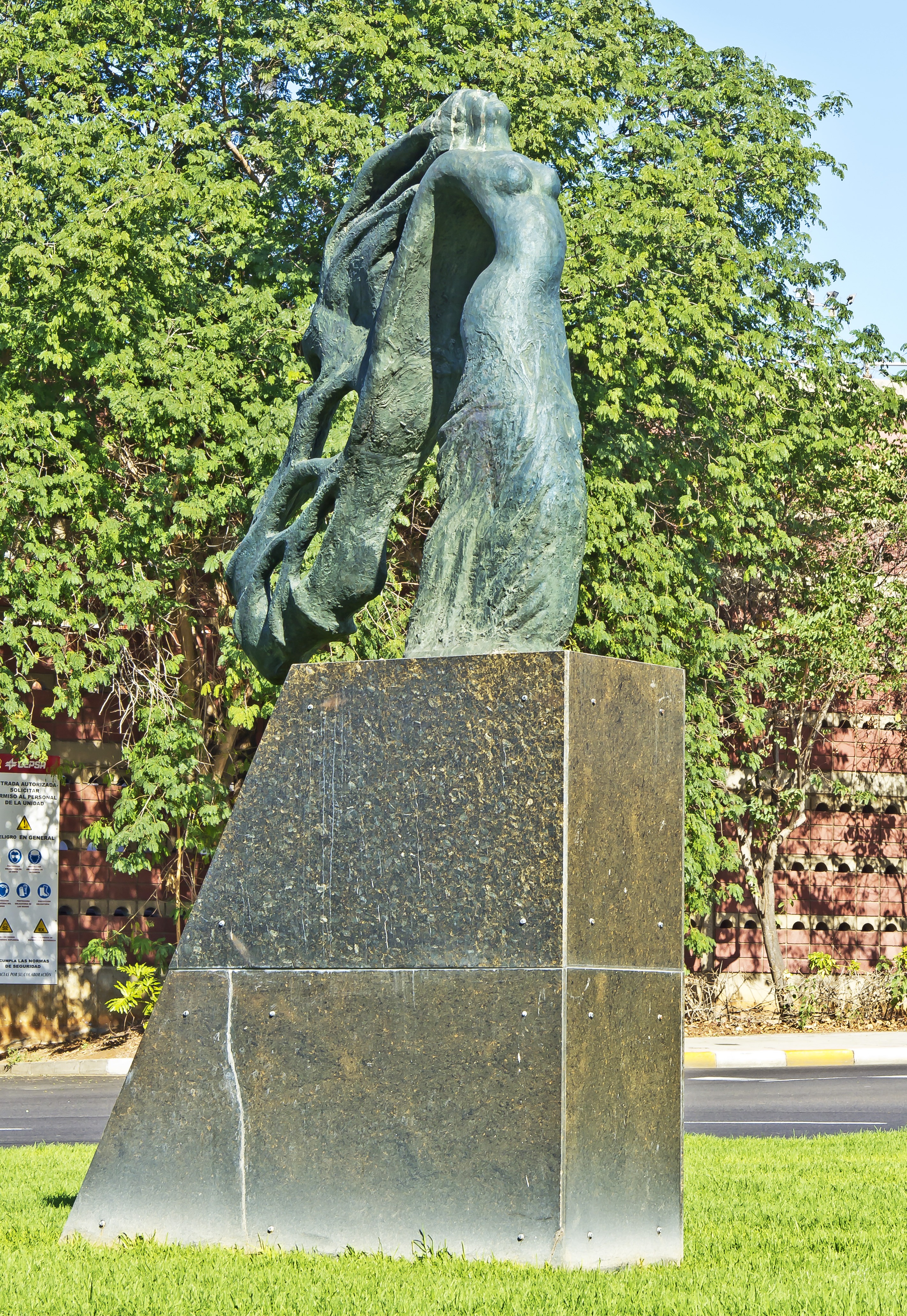
Arborea, en Santa Cruz de Tenerife

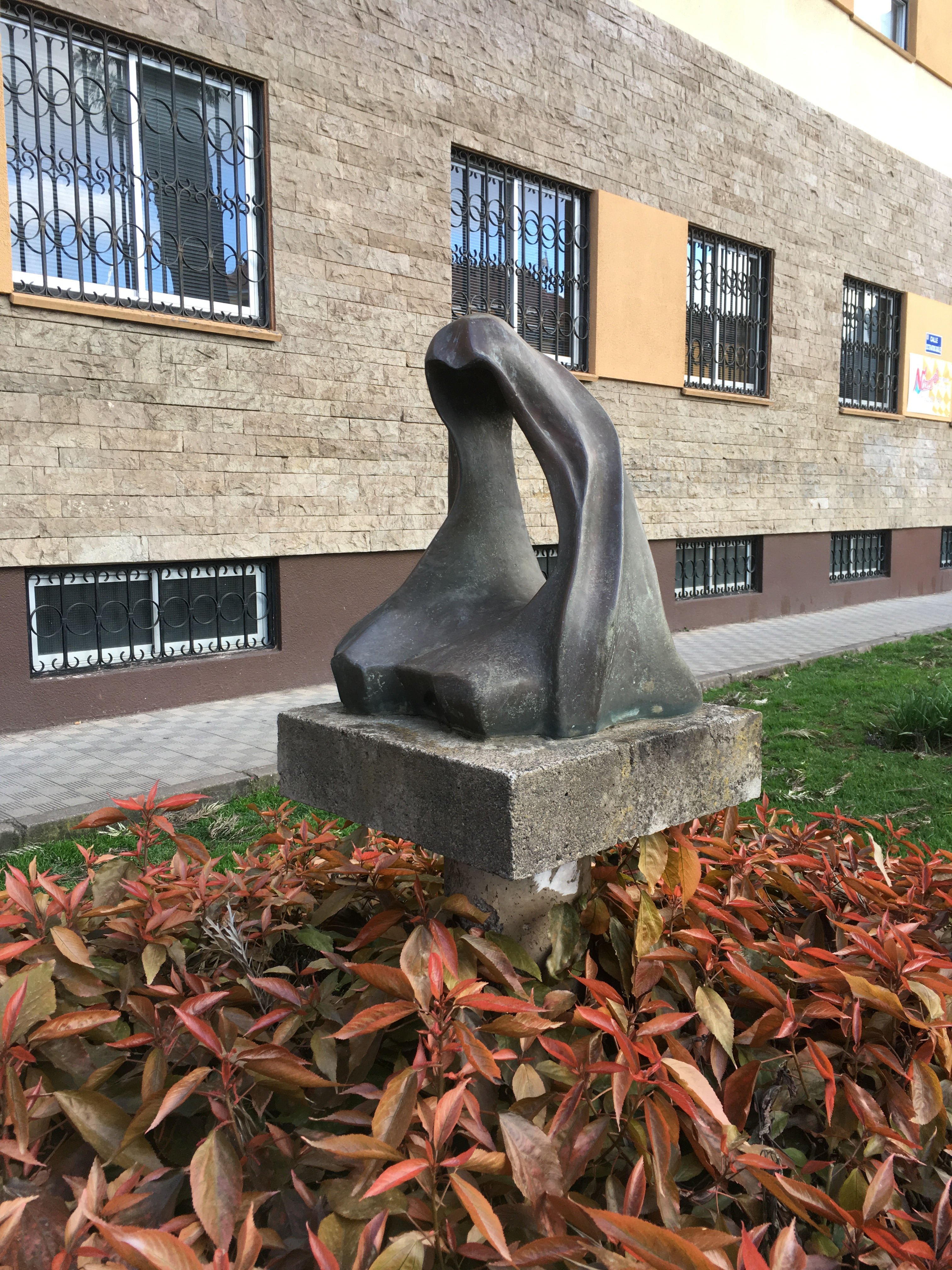
La dama de Aguere (La Laguna)

Esculturas públicas en Santa Cruz de Tenerife
- Arbórea
- A Manuel González Mena[11] (Sta. Cruz de Tenerife)

Esculturas públicas en La Laguna
- Relieve de José Martí (Arona)
- Relieve de José Rodriguez Moure (R.Sociedad Económica de Amigos del País (La Laguna)
- Relieve de Jesús Hdez. Perera[12] (R.Sociedad Económica de Amigos del País (La Laguna)
- Monumento a Los Sabandeños (Punta del Hidalgo)
- La dama del mar (Punta del Hidalgo)
- Monumento a Ana Bautista (La Cuesta)
- Monumento al Hermano Ramón (La Laguna)
- Monumento al Marqués de Villanueva del Prado (La Laguna)
- La dama de Aguere (La Laguna)
- A José Peraza de Ayala[13] (La Laguna)
- A Alfonso García-Ramos (Ateneo de La Laguna)
- A José Segura Clavell (Ofra)
- A Dacio Ferrera[14] (Los Majuelos)
- A Olga Ramos (Vistabella)
- A María Rosa Alonso (Casa Los Sabandeños,La Laguna)
- A Justo Jorge Padrón (R.Sociedad Económica de Amigos del País (La Laguna)
- A Gumersindo Trujillo Fernández (La Laguna)
- Al rey Juba II de Mauritania (Casa los Sabandeños, La Laguna)
- A Náene Hayek Calil[15] (La Laguna)
- Al poeta Arturo Maccanti (Instituto de Estudios Canarios)
- A Elfidio Alonso Quintero[16]
- A Sor María de Jesús (Convento Santa Catalina de Siena)

Esculturas públicas en el Puerto de la Cruz
- Monumento al alcalde Isidoro Luz Carpénter[17]

Esculturas públicas en Garachico
- Monumento al emigrante

Esculturas públicas en Los Silos
- A Alfonso García-Ramos

Esculturas públicas en La Gomera

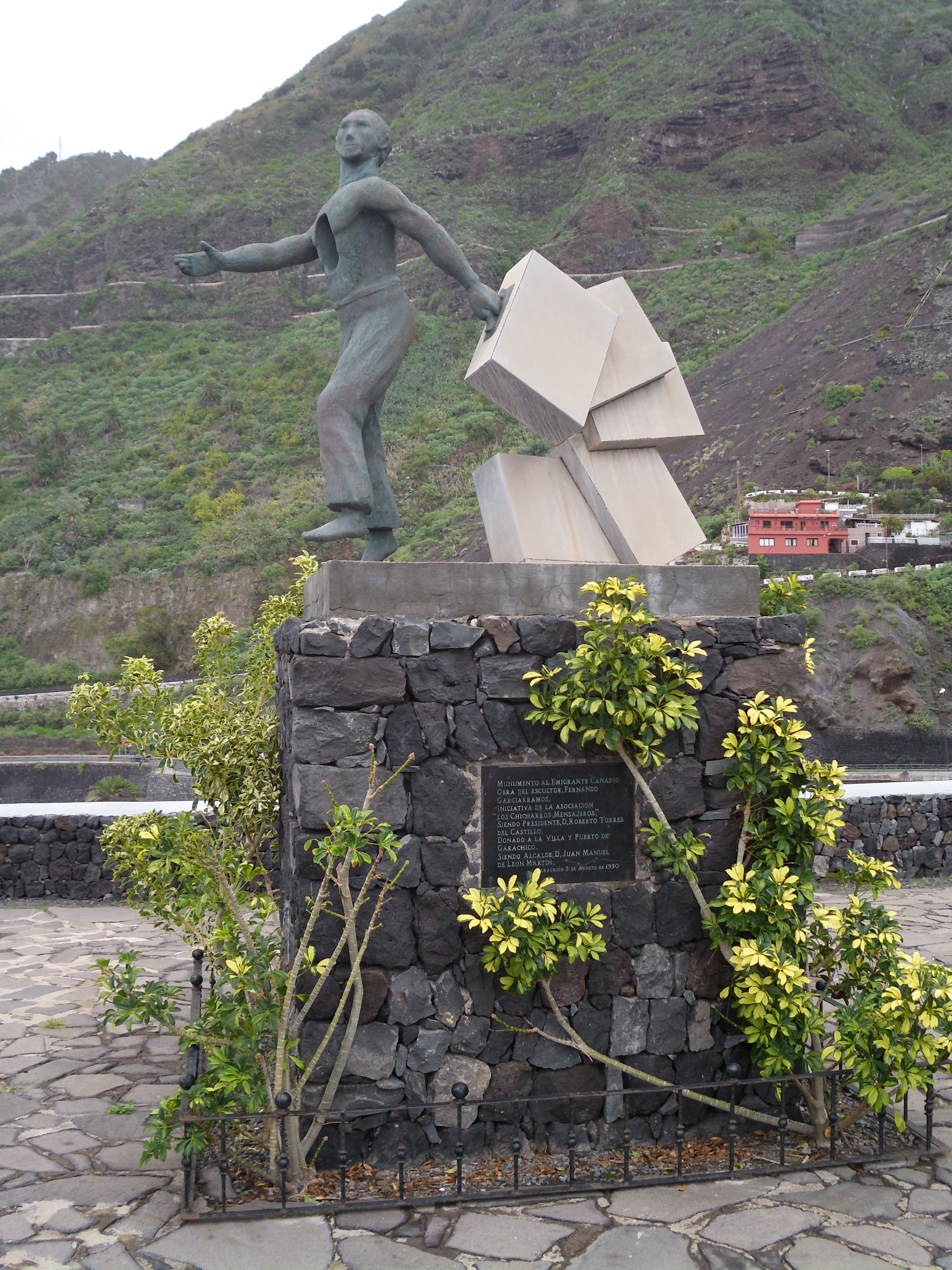
Monumento al emigrante en Garachico

- Monumento al poeta Pedro García Cabrera

Esculturas en el Aulario de Guajara de la Universidad de La Laguna.
- Chinyero, 1992.
- La Maresía, 1992.

## Poesía
- Tristeza del hombre (1953)
- El tiempo habitable (1964)
- De la noche a la mañana (1969)
- Tres poetas, con Pilar Lojendio, y Rafael Arozarena (1969)
- Barruntos (1976)
- Más claro que el agua (1977)
- Verdades como puños (1978)
- Palabra canaria (1978)
- Roto espejo de la memoria (1979)
- Endechas del ahogado verde y otros agüeros del son" (1980)
- En las manos del volcán (Con fotografías de Zenón) (1980)
- Balada del viento (1980)
- Furnias (1981)
- Los mitos habitados (1980)
- Tafuriaste (1990)
- Plenitud (1993)
- Ailanto (1994)
- Cantigas (2002)
- Antología poética (2004)
- Lo que allí dejé olvidado (2004)
- Anaga senderos de poesía : del poemario inédito "El barco de madera enamorada" (2006)
- La casa que olía a manzanas (2006)
- Juego de palabras (2007)
- Anaga aberrunto (2008)
- El ruido del árbol que cae en el bosque (2008)
- El lado oscuro del resplandor (2013)[18]
- Otoñal La Laguna (2018)[19]

### Publicaciones técnicas y especializadas
- Prácticas de dibujo arquitectónico (1976)
- Proyecto de rejería modulada (1992)
- La ventana tradicional. Análisis morfológico( P.D. con el prof. José M. Alonso López) (1991)

- Arquitectura tradicional dibujada (P.D con otros autores J. Manuel Alonso, Ana M. Lorenzo, Juan A. Melián, Felipe A. Monzón )(1993)